# Leonor da Bretanha
Leonor da Bretanha (em francês: Aliénor, em inglês: Eleanor; 1184 — 10 de agosto de 1241), conhecida também como a Donzela da Bretanha, era filha de Godofredo Plantageneta e Constança, Duquesa da Bretanha.
Quando Ricardo I de Inglaterra morreu sem descendentes em 1199, era o seu sobrinho Artur I, Duque da Bretanha quem devia herdar a coroa inglesa, por vontade de Ricardo. No entanto, João I de Inglaterra antecipou-se e declarou-se rei. Seguiu-se uma luta entre os partidários de Artur e João que terminou em 1202, com a captura de Artur em Mirabeau. Leonor, enquanto herdeira do irmão, foi também feita prisioneira. Artur foi assassinado em 1203, com apenas 16 anos, mas Leonor foi poupada, ela permaneceu em prisão domiciliar até sua morte em 1241 no Castelo de Bristol, embora sempre tratada honradamente como uma princesa.
Em 1268, Henrique III ordenou que Amesbury honrasse Artur e Leanor juntamente com todos os reis e rainhas.